# Matthew VanDyke
Matthew VanDyke (nascido em 11 de junho de 1979) é um documentarista, revolucionário e ex-jornalista americano. Ele ganhou fama durante a Guerra Civil da Líbia como combatente estrangeiro ao lado do levante e como prisioneiro de guerra.
Como jornalista e documentarista, VanDyke viajou de motocicleta pelo norte da África e pelo Oriente Médio entre 2007 e 2011. Suas experiências e observações durante esses quatro anos o levaram a ingressar na Guerra Civil da Líbia como combatente rebelde. VanDyke apoiou publicamente as revoluções árabes da primavera no Oriente Médio e no norte da África e trabalhou como cineasta na Guerra Civil Síria e lutou como combatente armado.

## Vida

### Educação
Em 2002, VanDyke recebeu seu diploma de bacharel em Ciência Política pela Universidade de Maryland, no Condado de Baltimore (UMBC), graduando summa cum laude.
Na UMBC, VanDyke começou a estudar o mundo árabe . VanDyke mais tarde estudou no Programa de Estudos de Segurança (SSP) na Walsh School of Foreign Service da Universidade de Georgetown de 2002 a 2004. Ele obteve seu mestrado em Estudos de Segurança com uma concentração regional no Oriente Médio em 2004. Como estudante de pós-graduação na Universidade de Georgetown, ele escreveu uma coluna política para o jornal do campus, The Hoya, e co-organizou um programa de entrevistas na rádio da estação de rádio da Universidade de Georgetown, WGTB . VanDyke é um membro da Mensa, uma organização social cujos membros estão nos 2% superiores de inteligência, medidos por um exame de entrada no teste de QI.

### Viagem de motocicleta
Em 2004, VanDyke se formou na Escola de Serviço Estrangeiro da Universidade de Georgetown com um mestrado em Estudos de Segurança com concentração no Oriente Médio. Seu desejo de ver o mundo árabe por si mesmo o levou a complementar suas atividades acadêmicas com duas longas jornadas introspectivas que mudariam fundamentalmente a maneira como ele se via e o mundo árabe. A primeira expedição de 2007 a 2009 foi uma viagem individual ao norte da África e ao Oriente Médio em uma motocicleta Kawasaki KLR650 que incluiu viagens ao Marrocos, Mauritânia, Tunísia, Líbia, Egito, Jordânia e Síria. Isso foi seguido em 2010 por uma jornada de seis meses de motocicleta do Iraque, através do Irã, até o Afeganistão. Para este último, ele viajou com seu amigo fotógrafo americano Daniel Britt, com o objetivo final de passar algumas semanas para filmar as forças armadas americanas no Afeganistão.
VanDyke fez vários amigos íntimos em Tripoli, Líbia em 2008; essas amizades foram fundamentais para tomar sua decisão de lutar na Guerra Civil da Líbia em 2011. VanDyke viveu no Iraque no final de 2008 e 2009, ensinando inglês em uma universidade para financiar sua jornada de motocicleta. Ele também filmou o exército dos EUA no Iraque e trabalhou brevemente como correspondente de guerra.
VanDyke filmou suas viagens de moto entre 2007 e 2010 e algumas das cenas foram usadas no documentário sobre VanDyke, Point and Shoot, que ganhou o prêmio de Melhor Documentário no Tribeca Film Festival em 2014.

## Guerra Civil da Líbia
Em fevereiro, a Guerra Civil da Líbia começou e VanDyke entrou em contato com vários de seus amigos líbios em Trípoli, Líbia por e-mail e Facebook . "Meus amigos estavam me falando sobre membros da família serem presos, desaparecerem ou se machucarem. Eles me diziam coisas como: 'Por que ninguém nos ajuda?' Então eu disse que estaria lá. " 
VanDyke foi para a Líbia com a intenção de se juntar à força rebelde que se opunha ao governo de Muammar Kadafi. Na época, não havia apoio militar internacional para os rebeldes, e parecia que a Otan não iria intervir. Kadafi tinha superioridade aérea e seus militares eram significativamente mais fortes que a força rebelde. "Eu sabia que eles precisavam de pessoas para lutar. Não havia OTAN naquela época. Não parecia haver envolvimento da OTAN ou envolvimento estrangeiro. Era uma situação muito, muito desesperada, do exército de Kadafi se movendo em direção a Benghazi, e era uma situação de tudo ou nada. " 

### Prisioneiro de guerra
Em 13 de março de 2011, VanDyke foi atingido na cabeça durante uma emboscada em Brega e perdeu a memória do que aconteceu. VanDyke recuperou a consciência brevemente durante o transporte de Brega para uma prisão, que ele acredita estar em Sirte. Ele foi interrogado e disse que nunca mais veria a América.
Em algum momento nas próximas 24-48 horas, VanDyke foi levado de avião para Tripoli, onde foi preso na prisão Maktab al-Nasser, no distrito de Abu Salim, em Tripoli. VanDyke foi mantido em confinamento solitário, em uma área de 1,2m x 2,2m (4).   ft x 7   ft) célula com uma pequena clarabóia no teto. Ele era alimentado e autorizado a usar o banheiro três vezes ao dia, mas não era permitido sair nem receber nada para ler ou outros materiais. VanDyke também sofreu os efeitos psicológicos do confinamento solitário.
Após 85 dias, VanDyke foi vendado, algemado e transportado para a prisão de Abu Salim, onde passaria os próximos 81 dias, também em confinamento solitário. A tortura psicológica do confinamento solitário foi agravada pelo transtorno obsessivo-compulsivo de VanDyke. Os prisioneiros romperam a cela em 24 de agosto de 2011 e ele escapou da prisão. Livre da prisão, VanDyke ficou na casa de um companheiro de fuga por alguns dias antes de se mudar para o Corinthia Hotel Tripoli como convidado do Conselho Nacional de Transição e falou aos repórteres sobre sua experiência como prisioneiro de guerra .

### Cobertura da mídia internacional
Logo após a captura, ele foi descrito incorretamente pela mídia como jornalista freelancer. Várias organizações não-governamentais (ONGs), incluindo o Comitê para Proteção de Jornalistas, tentaram pressionar o governo de Kadafi em seu nome. Em 25 de maio, o vice-ministro das Relações Exteriores da Líbia, Khaled Kaim, disse que não tinha informações sobre VanDyke. No início de agosto, depois de quase cinco meses de negações, o governo de Kadafi finalmente admitiu que VanDyke estava sob custódia, mas não permitiria que ninguém falasse com ele ou o visitasse, e não revelaria em qual prisão ele estava sendo mantido. A Human Rights Watch visitou a prisão de Abu Salim e perguntou se VanDyke estava sendo mantido lá. Os funcionários da prisão negaram que ele estivesse lá, quando na verdade ele estava.
VanDyke também afirmou que não deixaria a Líbia até que o país estivesse livre e todas as cidades fossem libertadas das forças de Kadafi. Ele também disse que não sairia até que todos os prisioneiros de guerra rebeldes mantidos pelas forças de Kadafi fossem resgatados da prisão, incluindo os três combatentes rebeldes com quem ele foi capturado. VanDyke foi comparado a combatentes estrangeiros das Brigadas Internacionais durante a Guerra Civil Espanhola. Ele aparece regularmente na mídia como personalidade e comentarista da mídia.

### Juntando-se ao Exército de Libertação Nacional
VanDyke foi ao Lanuf de Ra, encontrando-se com o comandante da Brigada Ali Hassan al-Jaber, que permitiu que se alistassem no Exército de Libertação Nacional.
VanDyke permaneceu na linha de frente ou perto dela, enquanto os rebeldes avançavam de Harawa para Sirte. Na Batalha de Sirte, ele participou de combates pesados na frente oriental, principalmente perto de Jazeera, Sirte Hotel, Universidade Sirte, Rua Dubai e complexo de apartamentos da Emirates, além de outros compromissos. Durante esse período, VanDyke usou uma variedade de armas em combate e serviu em uma variedade de papéis, mas foi principalmente um artilheiro da DShK (Dushka). Quando não estavam em combate, Fonas e VanDyke frequentemente faziam turnês no campo de batalha e ajudavam a imprensa internacional a ajudá-los a relatar com segurança e confiabilidade a Batalha de Sirte. Durante uma dessas missões, eles escoltaram o correspondente da CBS News, Allen Pizzey e sua equipe, para as linhas de frente em Sirte, quando VanDyke foi filmado em combate. Isso foi ao ar no CBS Evening News nos Estados Unidos e foi a primeira filmagem de combate do VanDyke a surgir. Filmagens adicionais dele lutando em Sirte seriam posteriormente divulgadas em transmissões de televisão americanas e online.

## Carreira no cinema

### Not Anymore: A Story of Revolution
Ao retornar da Líbia para os Estados Unidos no final de 2011, VanDyke foi questionado pela imprensa no aeroporto sobre seus planos futuros. Ele afirmou que estaria trabalhando em outras revoluções, incluindo a provável participação como combatente armado em algum momento no futuro. Em 2012, VanDyke começou os preparativos para fazer um pequeno documentário, Not Anymore: A Story of Revolution, para ajudar a melhorar a opinião mundial das forças rebeldes sírias na Guerra Civil Síria e incentivar a comunidade internacional a apoiá-las. VanDyke afirmou que sua decisão de filmar em vez de lutar naquela fase da guerra foi baseada na falta de equipamentos entre os rebeldes, um problema que ele achava que seu filme poderia ajudar a resolver, aumentando o apoio internacional. Ele auto-financiou o filme com seu próprio dinheiro, gastando aproximadamente US $ 30.000.
VanDyke viajou para a Síria em outubro de 2012 e filmou por cerca de um mês na cidade de Aleppo. Filmar em Aleppo era perigoso por causa de barragens de artilharia, ataques a aeronaves, franco-atiradores e a ameaça de sequestro por causa do status de VanDyke como uma figura pública. Enquanto na Síria fazia Not Anymore: A Story of Revolution, o governo sírio transmitiu em vários canais de televisão estatais da Síria que VanDyke era um terrorista que havia lutado contra o governo como parte do exército rebelde da Síria Livre, aumentando muito o risco de VanDyke seria sequestrado ou assassinado na Síria.

#### Liberação e recepção
Not Anymore: A Story of Revolution foi lançado em setembro de 2013. Foi transmitido na televisão pela ARD na Alemanha, SBS na Austrália e NRK na Noruega. As filmagens do filme também foram exibidas como parte de um episódio de 2013 do programa Nightline da ABC. VanDyke lançou Not Anymore: A Story of Revolution no YouTube sem publicidade.  O filme também está disponível on-line no sub-site The Guardian's Comment is Free . Not Anymore: A Story of Revolution também foi exibida em instituições educacionais e eventos em todo o mundo patrocinados por organizações como a Anistia Internacional e o The Frontline Club.
O filme foi descrito pelo NewFilmmakers LA Film Festival como "um querido festival de cinema". O filme ganhou mais de 100 prêmios, incluindo o Short Film Award no One World Media Awards, e o Primeiro Lugar (Não Ficção) na 36ª Competição Nacional Anual de Curtas-metragens do USA Film Festival , além de levar o Melhor Filme para o Festival de Cinema ITSA de 2013.

### Point and Shoot
VanDyke estrelou Point and Shoot, um documentário escrito e dirigido pelo bicampeão indicado Óscar Marshall Curry. VanDyke procurou Curry para colaborar em um filme biográfico sobre VanDyke usando imagens que ele havia filmado durante a viagem de motocicleta e enquanto lutava na Líbia. O filme consiste principalmente nas imagens de VanDyke de 2007-2011, que são combinadas com algumas entrevistas e uma curta sequência de animação para recriar a experiência de VanDyke em confinamento solitário como prisioneiro de guerra.
Point and Shoot segue a jornada de quatro anos de VanDyke, sua amizade com Nouri Fonas e outros líbios e sua transformação em revolucionária durante o conflito na Líbia. O filme explora os antecedentes de VanDyke, suas motivações e as experiências formativas durante sua jornada de motocicleta que o levaram a se transformar em revolucionário durante o conflito na Líbia
A Point and Shoot estreou no Tribeca Film Festival em abril de 2014, onde ganhou o prêmio de Melhor Documentário. O filme também ganhou o Prêmio do Júri Especial do Festival de Cinema Independente de Boston por Documentário e VanDyke recebeu o Prêmio do Júri Especial por Coragem Extraordinária no Cinema pelo Little Rock Film Festival por seu trabalho como produtor e diretor de fotografia na Point and Shoot.
O filme tem 72% de avaliação positiva no Rotten Tomatoes. e um Metascore positivo de 65 no Metacritic.

### 7 dias na Síria
VanDyke foi o diretor de fotografia e produtor do documentário de 2015 7 Dias na Síria  dirigido por Robert Rippberger e produzido por Scott Rosenfelt, seguindo a jornalista Janine di Giovanni. O filme foi exibido em três dúzias de festivais, incluindo uma exibição privada na Câmara dos Lordes da Grã-Bretanha e a membros seniores das Nações Unidas, antes de ser lançado pela Ro*co Films and Film Buff.

## Conselheiro de combate
Em 21 de fevereiro de 2015, a VanDyke anunciou a criação da Sons of Liberty International, uma empresa autônoma de contratação sem fins lucrativos, constituída por ele e vários veteranos. Seus esforços em 2015 foram direcionados para o treinamento das Unidades de Proteção à Planície de Nínive (NPU), uma milícia assíria apoiada pelo Movimento Democrático Assírio, com a intenção declarada de preservar a herança cristã do Iraque contra ataques do Estado Islâmico do Iraque e da Síria. Em fevereiro de 2015, ele disse que havia ajudado a treinar mais de 300 soldados do NPU, com o objetivo de treinar um total de 2.000 soldados. Desviar as críticas de que criar uma milícia cristã apenas alimentará o sectarismo na região , afirmou que o NPU acabaria por alistar outros grupos religiosos também.

## Filmografia
- Not Anymore: A Story of Revolution (2013)[49]
- Point and Shoot (2014)[65]
- 7 Days in Syria (2015)